# Adriano Langa
Adriano Langa, O.F.M. (Cabo Macupulana, 25 de outubro de 1946) é um frei e prelado moçambicano da Igreja Católica, atual Bispo emérito de Inhambane.

## Biografia
Foi ordenado padre em 21 de novembro de 1982, como membro da Ordem dos Frades Menores.
Em 24 de outubro de 1997, foi nomeado pelo Papa João Paulo II como bispo-auxiliar de Maputo, sendo consagrado como bispo-titular de Baia em 22 de fevereiro de 1998, pelo cardeal Dom Alexandre José Maria dos Santos, O.F.M., arcebispo-emérito de Maputo, coadjuvado por Peter Stephan Zurbriggen, núncio apostólico em Moçambique e por Dom Júlio Duarte Langa, bispo de Xai-Xai.
Foi nomeado bispo-coadjutor de Inhambane em 1 de abril de 2005. Sucedeu como bispo de Inhambene em 7 de setembro de 2006.
Em 4 de abril de 2022, o Papa Francisco aceitou sua renúncia como bispo de Inhambane.